# Résolution 739 du Conseil de sécurité des Nations unies
Membres permanents
- Chine
- États-Unis
- France
- Royaume-Uni
- Russie

Membres non permanents
- Autriche
- Belgique
- Cap-Vert
- Équateur
- Hongrie
- Inde
- Japon
- Maroc
- Venezuela
- Zimbabwe

Résolution no 738 Résolution no 740
La Résolution 739 est une résolution du Conseil de sécurité de l'ONU qui a été votée le 5 février 1992 et qui recommande à l'Assemblée générale d'admettre comme nouveau membre des Nations unies le pays suivant : la Moldavie.

## Contexte historique
Le pays est admis à l'ONU le 2 mars 1992,.

## Texte
- Résolution 739 Sur fr.wikisource.org
- Résolution 739 Sur en.wikisource.org